# Kallavvanagathihalli, Holalkere
Kallavvanagathihalli là một làng thuộc tehsil Holalkere, huyện Chitradurga, bang Karnataka, Ấn Độ.